# 錯乱前戦
錯乱前戦（サクランゼンセン）は、日本のロックバンド。
所属レーベルは、たわしレコーズ

## メンバー
- ヤマモトユウキ（Vo）
- 成田幸駿（Gt）
- 森田祐樹（Gt）
- 佐野雄治（Ba）
- サディスティック天野（Dr）[1]

## 概要
2017年
東京都立武蔵丘高等学校の軽音部で結成され本格的に活動を開始。「出れんの!?サマソニ!!」出演
2018年
「未確認フェスティバル2018」出演
2021年
6月17日の公演より佐野雄治（Ba）が出演不可となったためをサポートメンバーを迎えて活動を開始。
12月1日をもって活動休止を発表した。